# Vincent Alo
Vincent Alo, detto Jimmy Blue Eyes, (New York, 26 maggio 1904 – Florida, 9 marzo 2001), è stato un mafioso statunitense, importante mafioso di New York, prima come soldato, e poi come capodecina della famiglia Genovese.
Alo collaborò con Meyer Lansky, nella gestione dei casinò di Cuba e della Florida.

## I primi anni
Nato il 26 maggio del 1904, nel Lower East Side, di New York, Alo incominciò a lavorare nella criminalità a 14 anni. Giovanissimo fu condannato per rapina a mano armata, scontò la pena nel carcere di Dannemora. Nel 1926, fu fatto uomo d'onore nella famiglia di Joe Masseria, ed affidato come soldato nel gruppo di Lucky Luciano. Nel 1929, Luciano lo presentò a Meyer Lansky. Sia Alo che Lansky erano molto simili, infatti entrambi aspiravano a diventare degli imprenditori legittimi, i due divennero grandi amici.

## I Casinò in Florida
Alla fine degli anni trenta Lucky Luciano lo mandò in Florida, assieme a Meyer Lansky, per la costruzione e la gestione di un piccolo casinò, nella cittadina di Hallandale. Appena arrivati in città Alo e Lansky iniziarono a dare dei contributi finanziari alle locali associazioni, per accattivarsi la benevolenza della cittadinanza, e attivarono i contatti con i politici e la polizia locale, corrompendoli con forti somme di denaro.
Gli affari nel primo casinò andarono così bene, che dopo poco tempo ne aprirono un secondo nella stessa città. Questo rapporto di cooperazione tra i mafiosi e la cittadinanza, continuò ininterrottamente fino al 1947, anno in cui Alo e Lansky chiusero le operazioni nella cittadina, per trasferirsi a curare gli interessi nei casinò di Cuba. Nel 1953, dopo la deportazione in Italia di Joe Adonis, Frank Costello boss della famiglia lo richiamò a New York, e lo nominò capodecina, affidandogli il vecchio gruppo di Adonis. Alo ed i suoi uomini si occuparono di racket come: prostituzione, traffico di stupefacenti, e gioco d'azzardo.
La sua decina comprendeva i seguenti soldati: Nicholas Belangi, Joseph Bernava, Lawrence Centore, Francesco Cucola, Anello Ercole, Frank Galluccio, Angelo Iandosco, August Laietta, Gaetano "Mimmi" Martino, Aldo Mazzarati, Louis Milo, Sabato Milo, Thomas Milo, Rocco Perrotta, James Picarella, Louis Prado, Rudolph Prisco, Nicholas Ratenni, Batista Salvo, George Smurra, Gaetano Somma.

## Gli ultimi anni
Nel 1970, Alo venne condannato con l'accusa di ostruzione alla giustizia. Il procuratore distrettuale dello stato meridionale di New York, Robert Morgenthau dichiarò: "Alo è una delle figure più importanti della criminalità organizzata negli Stati Uniti, egli e strettamente associato con Meyer Lansky. Alo era descritto come un uomo affascinante ed intelligente.
Alo muore di cause naturali il 9 marzo del 2001, all'età di 96 anni nella sua residenza in Florida. È stato sepolto nel cimitero di Woodlawn nel Bronx.

## Influenza sui media
Vincent Alo ha ispirato il personaggio di Johnny Ola nel film Il padrino - Parte II.